# Wolfgang Döring (Fußballspieler)
Wolfgang Döring (* 11. Juni 1962) ist ein deutscher ehemaliger Fußballspieler, der in den 1980er Jahren für den FC Rot-Weiß Erfurt in der DDR-Oberliga, der höchsten Liga im DDR-Fußball aktiv war.

## Sportliche Laufbahn
1976 wurde Wolfgang Döring in die Nachwuchsabteilung des FC Rot-Weiß Erfurt aufgenommen. 1979 gehörte er zum Kader der DDR-Junioren-Nationalmannschaft, für die er vier Länderspiele bestritt. Ebenfalls von 1979 bis 1982 spielte er für den FC Rot-Weiß in der Nachwuchsoberliga, wo er in der Saison 1981/82 mit sechs Treffern Torschützenkönig wurde und daneben auch seine ersten beiden Punktspiele in der DDR-Oberliga bestritt. 
Von der Spielzeit 1983/84 an wurde Wolfgang Döring regelmäßig in der Oberliga aufgeboten und war dort bis 1989 präsent. Er wurde hauptsächlich als Verteidiger eingesetzt, kam aber auch zu vier Toren. Bei drei Spielzeiten bestritt Döring jeweils alle 26 Punktspiele. Seine letzte Oberligasaison bestritt er 1989/90, in der er nur noch in der Hinrunde am 1. und 5. Spieltag eingesetzt wurde. 
Am 9. Spieltag der DDR-Liga-Saison 1989/90 absolvierte Döring erstmals ein Ligaspiel für Union Mühlhausen. Bis zum Saisonende kam er auf insgesamt neun DDR-Liga-Spiele, in denen er auf unterschiedlichen Positionen eingesetzt wurde. Am Ende der Saison musste Union absteigen und kehrte ebenso wie Wolfgang Döring nicht mehr in den überregionalen Fußballbetrieb zurück.